# Гарднер, Рой
Сэр Рой А́лан Га́рднер (англ. Sir Roy Alan Gardner; родился 20 августа 1945 года) — британский бизнесмен и бывший председатель футбольных клубов «Манчестер Юнайтед» и «Плимут Аргайл». Известен тем, что способствовал продаже «Манчестер Юнайтед» Малкольму Глейзеру, а также своей противоречивой деятельностью на посту председателя «Плимут Аргайл», вследствие которой клуб перешёл под внешнее управление с долгами более 17 млн фунтов.

## Карьера в бизнесе
Родился в Брентфорде в семье Роя Томаса Гарднера и Айрис Джоан Пейн. В детстве хотел стать профессиональным футболистом. Начал карьеру в авиастроительной компании British Aircraft Corporation в 1963 году. В 1975 году перешёл в телекоммуникационную компанию Marconi Company Ltd. С 1979 по 1985 году был финансовым директором одного из дивизионов компании. С января 1986 года работал на должности финансового директора компании Standard Telephones and Cables. С 1992 по 1994 годы был управляющим директором компании GEC Marconi Ltd.
В ноябре 1994 года стал исполнительным директором компании Бритиш Газ (в подразделении Сентрика). После отделения Сентрики с февраля 1997 по октябрь 2005 года был исполнительным директором компании Сентрика.
В июле 2006 года стал неисполнительным председателем Compass Group.
Также он был старшим советником в Credit Suisse.

## Футбольная деятельность

### «Манчестер Юнайтед»
В 2002 году сменил Мартина Эдвардса на посту председателя футбольного клуба «Манчестер Юнайтед». В 2005 году, после захвата «Манчестер Юнайтед» Малкольмом Глейзером, Гарднер покинул пост председателя клуба.

### «Плимут Аргайл»
В 2009 года Гарднер и его партнёр по бизнесу Кит Тодд приобрели 13 % акций футбольного клуба «Плимут Аргайл», на тот момент выступавшего в Чемпионшипе. Он действовал в союзе с японским консорциумом Kagami Group. Гарднер заявил, что бизнес-консорциум намеревается вывести «Плимут» в Премьер-лигу в течение пяти лет посредством покупки новых игроков и увеличения коммерческих показателей клуба.
В том же 2009 году Гарднер был назначен председателем «Примут Аргайл». После этого финансовое положение клуба резко ухудшилось: у клуба появились долги и множество неуплаченных налогов. 27 декабря 2010 года Гарднер подал в отставку с поста председателя «Плимут Аргайл», а вскоре после этого клуб перешёл под контроль внешней администрации. Газета The Guardian опубликовала статью, в которой Гарднер был обвинён в злоупотреблении своим должностным положением и извлечением финансовой прибыли от операций с «Плимут Аргайл», что в итоге привело к банкротству клуба. Формально клуб вышел из-под внешней администрации 31 октября 2011 года, после того, как городской совет Плимута выкупил стадион и строения клуба и перепродал их местному бизнесмену Джеймсу Бренту. Клуб был на грани исчезновения, а его персоналу почти год не выплачивали заработную плату.